# Загорчинов, Стоян
Стоян Загорчинов (болг. Стоян Загорчинов; 1889, Пловдив ― 1969, София) ― болгарский писатель. Является автором «День последенъ-денъ господенъ», одного из первых социально-исторических эпических романов в болгарской литературе. Загорчинов также был автором пьес, очерков, биографических портретов, статей и мемуаров.

## Биография
Загорчинов родился в 1889 году в Пловдиве, Болгария. Дата его рождения точно неизвестна: в разных источниках фигурирует 3 декабря или 3 марта. Изучал историю в Софийском университете, затем продолжил учёбу в Женеве, Швейцария, где занимался историей и философией. Окончил Софийский университет по специальности история и французский язык. В 1920–1925 годах преподавал французский язык в Военно-морском училище в Варне.
Участвовал во всех войнах с участием Болгарии 1912 по 1918 год. Во время Первой мировой войны в 1915–1918 годах служил в Кюстендиле офицером-переводчиком при штабе армии. Работал банковским клерком в Варне (1918–1919), профессором истории Морского механического училища в Варне (1920–1925) и французского языка в Национальном военном училище в Софии (1925–1949). Сотрудничал с журналами «Современная мысль», «Болгарская мысль», «Гиперион», «Судьба», «Искусство и критика», «Искусство», «Балканское обозрение» и другими периодическими изданиями.
Умер в 1969 году в Софии. Дата его смерти также точно неизвестна: в одних источниках называется 3 января, в других ― 31 января.

## Сочинения
Стоян Загорчинов писал в основном исторические рассказы, в которых прослеживается влиянием русской и французской литературы. Он ― автор исторической легенды «Сказание о Святой Софии» (1926), «День последенъ-денъ господенъ» («Отроци», «Инаци», «Юнаци») (1931–1934), романов «Пир Бояна» (1950) и «Ивайло» (1962), продолжающих традицию болгарского исторического романа, начатую ещё Иваном Вазовым. Помимо этих произведений, он также написал несколько пьес:
- 1938 – „Първата сълза на Дон Жуан“,
- 1943 – „Ръка Илиева“,
- 1950 – „Байрактарят“,
- 1964 – „Майка“,
- 1965 – „Горски пътник“, „Любов и подвиг“, „Пленникът от Мундрага“.

В 1956 году он опубликовал сборник критических статей и «Скрипок», а в 1966 году ― мемуары под названием «Тень».

## Издания на русском языке
- Загорчинов Ст. День последний. Исторический роман. ― М., ГИХЛ, 1955
- Загорчинов Ст. Праздник в Бояне. Роман. ― М., ГИХЛ, 1964